# 茂田井武

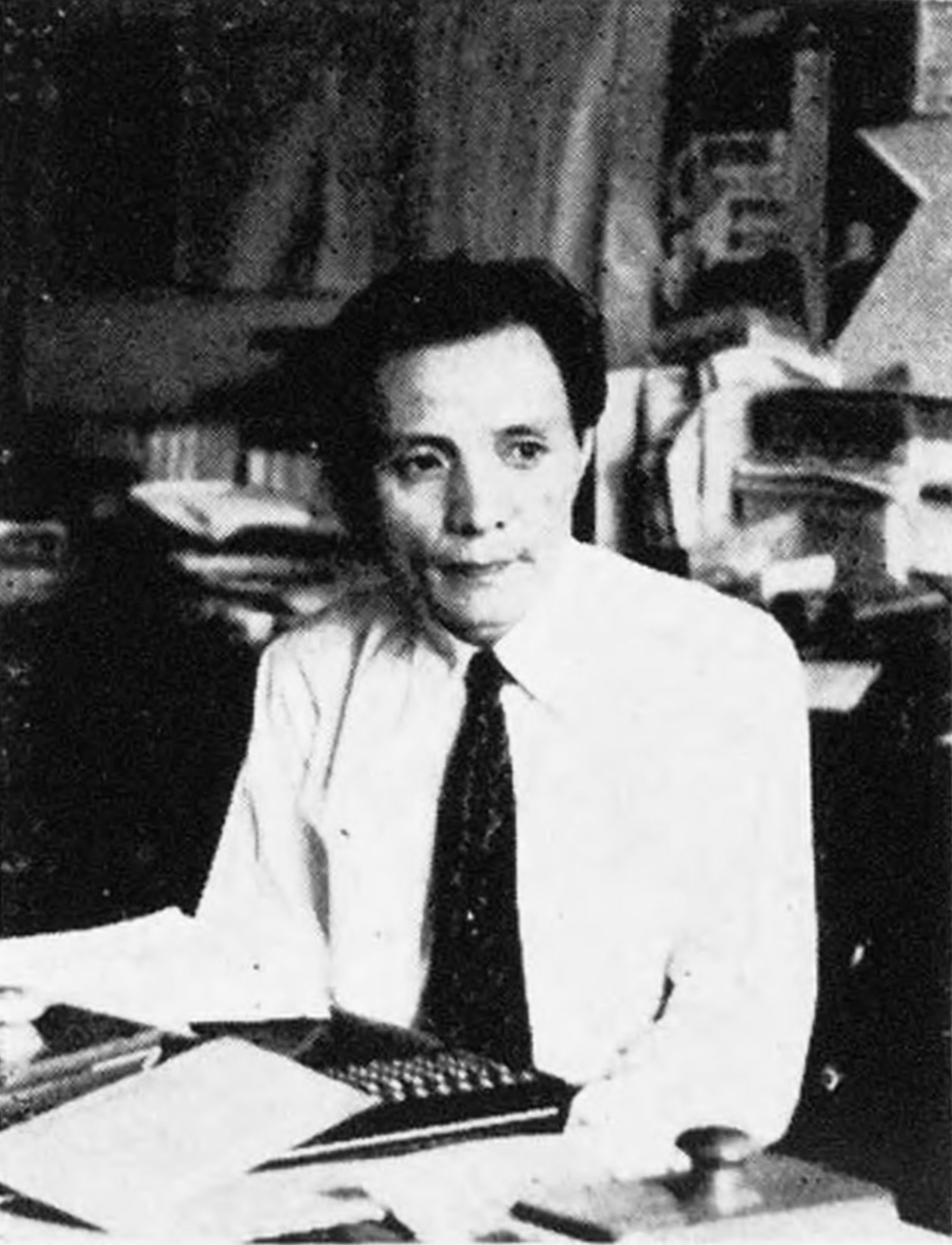
『さしゑ』第3号（1956年）

茂田井 武（もたい たけし、1908年9月29日 - 1956年11月2日）は、昭和時代に活躍した日本の童画家。
その素朴でいながら独特の雰囲気に絵本愛好家の間では知られる作家である。素朴で大胆なデフォルメが特徴で谷内六郎、山本夏彦も絶賛している。江國香織の『薔薇の木 枇杷の木 檸檬の木』の表紙絵にもなっている。

## 生涯
東京日本橋の旅館「越喜」に生まれる。1923年、関東大震災で生家が全焼、翌1924年には母を病で亡くす。1926年旧制赤坂中学校卒業。その後、太平洋画会研究所、川端画学校、本郷絵画研究所に学ぶ。アテネ・フランセで中原中也と出会う。
1930年にハルピンからシベリア鉄道でパリへ渡り、働きながら独学で絵を書き続ける。この時期、パリで山本夏彦と知り合う。1933年に帰国後、さまざまな職に就く。1935年頃から博文館の雑誌『新青年』に挿絵を描き始める。このころ、『新青年』の挿絵を担当した縁で、同誌編集長の水谷準に紹介され、小説家の小栗虫太郎の家に居候する。1937年、「新挿絵」の会に参加。1940年に軍属となり南支派遣軍報道部嘱託として広東に渡る。その後、帰国して1941年に初の絵本『ナニナニ繪本』を出すが、1944年再び招集され終戦は北京で迎える。
復員後は多数の児童雑誌に挿絵を描く。日本童画会作品展にも1947年から1951年まで毎年出品。1950年から明治製菓宣伝部の嘱託となり広告画を描く（1955年まで）。このころから持病の気管支喘息が少しずつ悪化していき肺結核も患い、1952年から闘病生活となるが、絵は描き続ける。
1954年、保育雑誌『キンダーブック』に発表された作品に対して小学館児童文化賞を受賞。
1956年には病床で『セロ弾きのゴーシュ』絵本化のための挿絵を描き上げる。同年11月2日に病状が悪化し、48歳で死去。日本童画会による会葬が武井武雄が葬儀委員長となって取り行われた。

## 主な作品

### 画帳
- ton paris
- Parisの破片
- 続・白い十字架
- 退屈画帳
- 無精画帳
- 古い旅の絵本
- 幼年画帳

### 挿絵
- 二十世紀鐡仮面（小栗虫太郎著）

### 文と絵
- 三百六十五日の珍旅行（長編漫画物語）

### 絵本挿絵
- 『セロひきのゴーシュ』 宮沢賢治作 福音館書店
- 『ドリトル先生 アフリカへいく』[4]ヒュー・ロフティング作 南條竹則訳 集英社